# Jean-Baptiste-Benoît Le Blanc de Servane
Jean-Baptiste Benoît Le Blanc, seigneur de Servanes, né le 2 février 1739 à Aix-en-Provence, mort le 29 juin 1822 à Paris, est un homme politique de la Révolution française.

## Biographie
Jean-Baptiste-Benoît Le Blanc de Servanes est le fils de Louis de Blanc de Luveaune, seigneur de Servane, conseiller au Parlement de Provence, et d'Ursule de Saint-Michel.
Homme de lettres, il débute dans la politique comme officier municipal de la ville des Baux.
En septembre 1792, Le Blanc de Servane est élu député suppléant des Bouches-du-Rhône, sixième sur sept, à la Convention nationale. Il est admis à siéger en nivôse an II (janvier 1794) en remplacement de Jean Duprat, girondin guillotiné en brumaire an II (octobre 1793).
Marié avec Marguerite Rousseau, fille d'Honoré Rousseau, capitaine de navire, et de Marguerite Daumas, il est le grand-père de Louise Colet.

## Sources
- « Jean-Baptiste-Benoît Le Blanc de Servane », dans Adolphe Robert et Gaston Cougny, Dictionnaire des parlementaires français, Edgar Bourloton, 1889-1891 [détail de l’édition]